# Contea di Qin
La contea di Qin (沁县S, Qìn XiànP) è una contea della Cina, situata nella provincia dello Shanxi e amministrata dalla prefettura di Changzhi.